# 日產Rogue
日產Rogue是日產汽車於2007年10月發表，2008年上市的小型跨界SUV車款，Nissan Rogue與僅在北美（包括墨西哥）銷售的X-trail相近，像是過去歐洲銷售的Nissan Qashqai，在日本與澳洲銷售的名稱為Nissan Dualis。
Nissan Rogue於2007年1月7日的底特律車展亮相，它將取代加拿大銷售的X-trail，成為入門級的SUV，且X-trail的新版平台也會與Rogue相容，這計畫已對歐洲等地區發表，但並無計畫在北美執行。
rogue的馬力為170hp，2.5升直四QR25DE 引擎，搭配標準無段自動變速箱，和標準配備前輪驅動。rogue的成本低於日產Murano跨界SUV，但是和相關的V-6 porwered的車廂容量（28.9 cu ft (820 L) vs. 31.6 cu ft (890 L)），rogue為126.4 cu ft (3.58 m3) vs. 108.8 cu ft (3.08 m3)提供較大的載客量。

## 市場反應
2007年11月是第一個整月銷售月份，rogue在日產車款中排名第三，排名一、二的是Altima sedan和coupe，Nissan Sentra。在當月共有5,650台rogue售出，超過Honda CR-V的當月16,498台的三分之一，低於Toyota RAV4的當月12,354台的一半。
美國新聞與世界報導在2009年可負擔的小型SUV報導中，選出27個車款，rogue排名在第12名，rogue是因為它的安全性贏得這項排名，但因為無可靠度可評量，否則名次將可能提升。

## 設備
標準的原廠出廠配備包括空調、巡航控制、動力窗戶、門鎖、鏡子，還有遙控車門開關、AM/FM/CD舶仕音響加上四個揚聲器和預留插孔。

## 安全性
安全設備包括前安全氣囊、側撞安全氣囊、側窗氣囊，翻滾傳感器、胎壓監測、ABS附加煞車輔助系統和電子製動力分配裝置、牽引控制系統、防滑控制。
美國國家公路交通安全管理局（NHTSA）碰撞試驗評級如下：
- 駕駛：
- 前座乘客：
- 側面碰撞：
- 翻滾：

## 其他rogues
1966年至1969年，美國汽車（American Motors）用「Rogue」作為Rambler American這款車的雙門硬頂、敞篷、高性能等三個版本的紋飾。